# Michael Obasuyi
Michael Obasuyi, född 12 augusti 1999, är en friidrottare från Belgien. Han deltog vid olympiska sommarspelen 2020.